# Jeff Webster
Jeffrey Tyrone "Jeff" Webster (Pine Bluff, Arkansas; 19 de diciembre de 1971) es un exjugador de baloncesto estadounidense que jugó una temporada en la NBA, además de hacerlo en la CBA, liga argentina, en Japón y en Líbano. Con 2,03 metros de estatura, lo hacía en la posición de ala-pívot.

## Trayectoria deportiva

### Universidad
Jugó durante cinco temporadas con los Sooners de la Universidad de Oklahoma, en las que promedió 17,8 puntos y 6,1 rebotes por partido. Fue elegido debutante del año de la Big Eight Conference en 1991, e incluido en el segundo mejor quinteto de la conferencia en 1993 y en el primero en 1994, tras liderar la misma en anotación con 23,7 puntos por partido.

### Profesional
Fue elegido en la cuadragésima posición del Draft de la NBA de 1994 por Miami Heat, pero no llegó a fichar por el equipo, jugando en la CBA hasta que al año siguiente los Heat traspasaron sus derechos junto a los de Ed Stokes a los Washington Bullets a cambio de Rex Chapman y los derechos sobre Terrence Rencher. Jugó únicamente once partidos en los Bullets, en los que promedió 1,6 puntos.
Al año siguiente fichó por los Dallas Mavericks, pero fue despedido antes del inicio de la temporada. En 2000 fichó por el Libertad de Sunchales argentino, aunque tras unos pocos partidos fue reemplazado por Ed Stokes. Acabó su carrera jugando en Líbano y en Japón.

## Estadísticas de su carrera en la NBA

### Temporada regular
| Temporada | Edad | Equipo             | Liga | Pos. | P  | TIT | MIN | TC  | TCA | %TC  | 3P  | 3PA | %3P  | 2P  | 2PA | %2P  | TL  | TLA | %TL | R.OF. | R.DEF. | REB | ASIS | ROB | TAP | PER | FP  | PTS |
| 1995-96   | 24   | Washington Bullets | NBA  | SF   | 11 | 0   | 5.3 | 0.7 | 2.1 | .348 | 0.2 | 0.5 | .333 | 0.5 | 1.5 | .353 | 0.0 | 0.0 |     | 0.2   | 0.5    | 0.6 | 0.3  | 0.4 | 0.0 | 0.3 | 0.6 | 1.6 |
| Total     |      |                    | NBA  |      | 11 | 0   | 5.3 | 0.7 | 2.1 | .348 | 0.2 | 0.5 | .333 | 0.5 | 1.5 | .353 | 0.0 | 0.0 |     | 0.2   | 0.5    | 0.6 | 0.3  | 0.4 | 0.0 | 0.3 | 0.6 | 1.6 |